# 24. lipnja
24. lipnja (24. 6.) 175. je dan godine po gregorijanskom kalendaru (176. u prijestupnoj godini).
Do kraja godine ima još 190 dana.

## Događaji
- 217. pr. Kr. – Rimljani upadaju u zasjedu i bivaju poraženi od Hanibala u bitci kod Trazimenskog jezera
- 1314. –  Bitka kod Bannockburna završava odlučnom pobjedom škotskih snaga predvođenih Robertom Bruceom.
- 1419. – Dubrovačka Republika kupila od Bosne istočni dio Konavala.
- 1509. – Henrik VIII. i Katarina Aragonska okrunjeni za kralja i kraljicu Engleske
- 1793. – Usvaja se prvi republikanski ustav u Francuskoj.
- 1812. – Napoleon krenuo na pohod prema Rusiji.
- 1948. – Sovjeti su započeli blokadu zapadnog Berlina.
- 1981. – U Međugorju je prvi put šestero mladih izvijestilo o ukazanju Majke Božje na brdu Crnica.
- 2007. – U Zagrebu se održao Energetski sastanak na vrhu jugoistočne Europe
- 2024. – hrvatski nogometni reprezentativac Luka Modrić pogotkom za vodstvo u utakmici protiv Italije (1:1) postao najstarijim strijelcem Europskih nogometnih prvenstava s navršenih 38 godina i 289 dana.

| - 1314. – Filipa Hainaultska, engleska kraljica (* 1369.) - 1386. – Ivan Kapistran, katolički svetac († 1456.) - 1532. – Robert Dudley, engleski političar († 1588.) - 1542. – Ivan od Križa, katolički svetac († 1591.) - 1850. – Horatio Herbert Kitchener, britanski feldmaršal († 1916.) - 1890. – Ivo Parać, hrvatski skladatelj i zborovođa († 1954.) - 1911. – Ernesto Sabato, argentinski književnik († 2011.) - 1915. – Norman Cousins, američki novinar, borac za svjetski mir († 1990.) - 1915. – Fred Hoyle, engleski astronom († 2001.) - 1924. – Nellie Jane Gray, američka ekonomistica, pravnica i pro-life aktivistica († 2012.) - 1929. – Carolyn S. Shoemaker, američka astronomkinja. - 1932. – Alfie Lambe, irski katolički aktivist († 1959.) - 1940. – Petar Krelja, hrvatski dokumentarist, filmski kritičar - 1964. – Günther Mader, austrijski alpski skijaš - 1964. – Iain Glen, škotski glumac - 1967. – Richard Kruspe, njemački glazbenik - 1974. – Ivan Šipić, hrvatski političar - 1984. – Kristina Anđelka Đopar, hrvatska operna pjevačica - 1986. – Solange Knowles, američka pjevačica, glumica i model - 1987. – Lionel Messi, argentinski nogometaš - 1996. – Dora i Larissa Kalaus, hrvatske rukometašice | - 1519. – Lucrezia Borgia, talijanska vojvotkinja (* 1480.) - 1872. – Dimitrije Demeter, hrvatski književni i kazališni djelatnik (* 1811.) - 1908. – Grover Cleveland, 22. predsjednik SAD-a (* 1833.) - 1922. –Walther Rathenau, njemački političar (* 1867.) - 1935. – Carlos Gardel, argentinski pjevač (* 1890.) - 1963. – Marija Guadalupe Garcia Zavala, meksička svetica (* 1878.) - 2008. – Leonid Hurwicz, američki ekonomist (* 1917.) - 2011. – Tomislav Ivić, hrvatski nogometni trener (* 1933.) - 2013.– Emilio Colombo, talijanski političar (* 1920.) |

## Blagdani i spomendani
- Dan grada Delnica
- Dan grada Svetog Ivana Zeline
- Dan sv. Ivana Krstitelja – Ivanje (blagdan), Ivanje (svetkovina slobodnih zidara)